# Хрушевец Пушћански
Хрушевец Пушћански је насељено место у саставу општине Пушћа у Загребачкој жупанији, Хрватска. До територијалне реорганизације у Хрватској налазио се у саставу старе загребачке приградске општине Запрешић.

## Становништво
На попису становништва 2011. године, Хрушевец Пушћански је имао 241 становника.

## Попис1991.
На попису становништва 1991. године, насељено место Хрушевец Пушћански је имало 274 становника, следећег националног састава:
| Попис 1991.‍  | Попис 1991.‍  | Попис 1991.‍ | Попис 1991.‍ | Попис 1991.‍ |
| ------------ | ------------ | ----------- | ----------- | ----------- |
|              |              |             |             |             |
| Хрвати       | Хрвати       |             | 262         | 95,62%      |
| неопредељени | неопредељени |             | 3           | 1,09%       |
| непознато    | непознато    |             | 9           | 3,28%       |
| укупно: 274  |              |             |             |             |